# Vite di poliziotti
Vite di poliziotti è un libro di Sandro Medici, uscito nel 1979. Esso tratta della nascita del movimento per la smilitarizzazione promosso dal Generale Enzo Felsani, tramite le testimonianze di due ufficiali della pubblica sicurezza.
Il libro uscì in un'epoca in cui le Brigate Rosse uccisero a Genova il sindacalista Guido Rossa, mentre affiliati di Prima Linea assassinano a Milano il giudice Emilio Alessandrini. Da Padova, qualche settimana più tardi, vengono ordinati gli arresti di diversi appartenenti ad Autonomia Operaia e Potere Operaio, tra cui Toni Negri, Oreste Scalzone e Franco Piperno. Sandro Medici lavorava nella redazione de Il manifesto, e il libro stesso si dipana sostanzialmente come intervista, lasciando che a parlare siano principalmente i due sottufficiali.
Si racconta la nascita del movimento che ha portato alla riforma con la legge 128/81, partendo dal secondo dopoguerra per passare attraverso il progressivo inasprimento dell'ordine pubblico e della disciplina interna durante gli Anni Cinquanta. I poliziotti comunisti non potevano esprimere liberamente la propria appartenenza e solo molto tempo dopo la nascita della nuova polizia repubblicana iniziò l'esperienza della rivista Polizia e Democrazia, voluta e sostenuta non da un poliziotto, ma da un giornalista, Franco Fedeli, a cui da dodici anni è intitolato un premio letterario indetto dal Siulp (Sindacato italiano unitario lavoratori polizia). In particolare, il libro si concentra su Armando Fontana e la sua vita nella polizia.